# Your Past Comes Back to Haunt You
 (juillet 2018).
Si vous disposez d'ouvrages ou d'articles de référence ou si vous connaissez des sites web de qualité traitant du thème abordé ici, merci de compléter l'article en donnant les références utiles à sa vérifiabilité et en les liant à la section « Notes et références ».
Your Past Comes Back to Haunt You est une démo du groupe de Metalcore Australien I Killed the Prom Queen. C'est le dernier album ou Michael Crafter est chanteur dans le groupe.

## Composition
- Michael Crafter - Chant
- Jona Weinhofen - Guitare
- Kevin Cameron - Guitare
- Sean Kennedy - Basse
- JJ Peters - Drums

## Liste des morceaux
1. Never Never Land - 3:08
2. Choose To Love Live Or Die - 3:05
3. You're Not Worth Saving - 1:28
4. Dreams As Hearts Bleed - 3:12
5. To Be Sleeping While Still Standing - 4:03
6. The Paint Brush Killer - 8:47